# Хорезмская археолого-этнографическая экспедиция
Хорезмская археолого-этнографическая экспедиция АН СССР, также Хорезмская экспедиция — экспедиция по изучению наследия Хорезмского государства, которая проходила в 1937—1991 годах на территории Туркменской ССР, Казахской ССР и Узбекской ССР. Одна из самых выдающихся и продолжительных археологических экспедиций в СССР.

## История

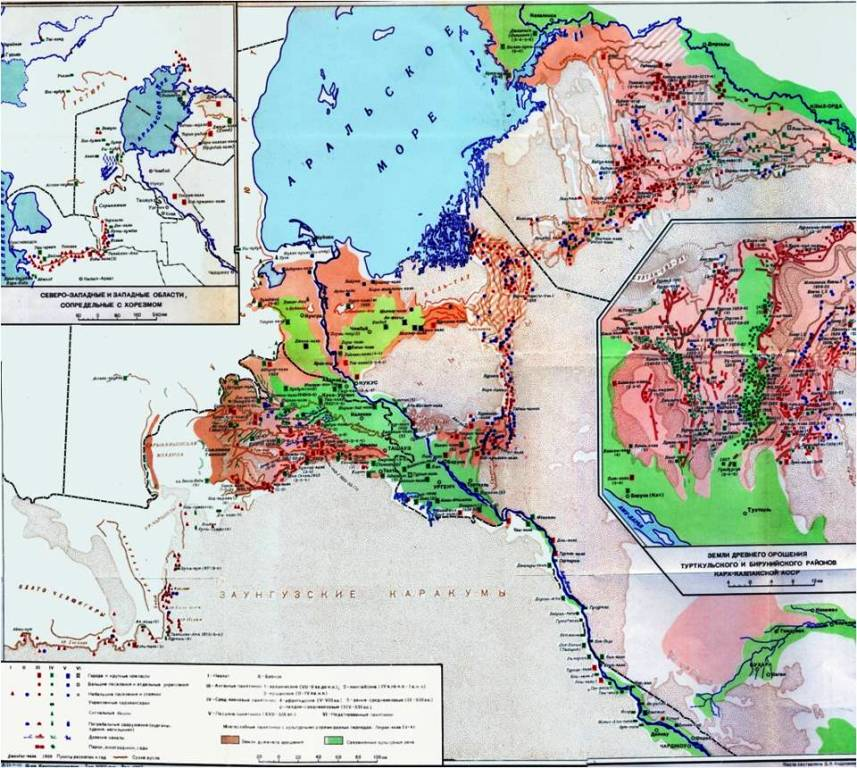
Карта полевой активности экспедиции до 1962 года

Хорезмскую экспедицию основал и на протяжении без малого четырёх десятилетий возглавлял выдающийся советский археолог и этнограф Сергей Павлович Толстов в 1937 году. Он называл Хорезм «среднеазиатским Египтом» и посвятил жизнь изучению его материального и нематериального наследия.
С. П. Толстов впервые побывал в Хорезме в 1929 году, когда учился в Московском государственном университете вместе со своим близким другом, ставшим впоследствии выдающимся учёным, известным этнографом Л.П. Потаповым. С этого времени он связал свою научную судьбу с этой своеобычной уникальной страной.
Исследования экспедиции начались в 1937 году, но были прерваны Великой Отечественной войной. В послевоенные годы полевые исследования на широких просторах Хорезмского оазиса возобновились, и именно тогда сформировался основной коллектив экспедиции, который сотрудничал в её составе десятки лет.
В 1942 году в Ташкенте С. П. Толстов защитил докторскую диссертацию на тему «Древний Хорезм», которую впоследствии опубликовали как выдающуюся монографию и удостоили высокой государственной награды.
До Второй мировой войны основные направления деятельности экспедиции состояли из первоначального обследования и редких раскопок. После войны продолжилась работа по обследованию широких областей Хорезма и широкомасштабных раскопок ключевых мест региона. К числу последних относятся такие памятники, как Топрак-кала (дворец 2-го/3-го веков нашей эры с настенной живописью, архивом и т. д.), Джанбас-кала (неолитическое поселение и крепость Ахеменидов); Кой-Крылган-кала (круговая крепость, датируется IV веком до н.э. — IV веком н.э.); несколько мест Куюсайской культуры (Кюзелигыр и др.) и Джетыасарской культуры (1-е тысячелетие  нашей эры) и средневековый город Старый Ургенч (X — XIV века н.э.). В то время как поселения составляют большую часть участков, которые были детально изучены, экспедиция также раскопала многие захоронения и мавзолеи, включая такие богатые и важные захоронения как Тагискен и Уйгарак, принадлежащие к сако-скифскому периоду.

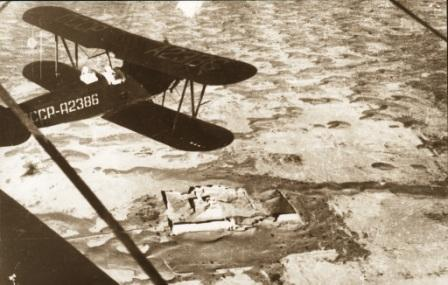
Самолёт хорезмской экспедиции над раннесредневековым памятником Адамли-кала (Узбекистан) в 1949 году

Позднее работы приняли большой размах и развернулись на новой методической основе. Хорезмская экспедиция стала одной из самых выдающихся и наиболее оснащённых археологических экспедиций в СССР, здесь впервые велась узкопрофильная работа на разных уровнях и с использованием широкого спектра техник и методов. Раскопки проводились в низовьях Амударьи и Сырдарьи, пустынях Каракумы и Кызылкум на территориях, которые теперь принадлежат Узбекистану, Туркмении и Казахстану. В составе экспедиции порой трудилось до восьми отрядов, которые в поисках артефактов буквально перебрали по камешку гигантскую территорию.
Кроме археологов и этнографов обязательными участниками исследований были геологи, геоморфологи, почвоведы, архитекторы, топографы и антропологи. Вдобавок к стандартным методам археологических полевых исследований и раскопок здесь впервые в мировой практике была применена широкомасштабная аэрофотосъёмка руин древних крепостей, не потерявшихся в песках за тысячи лет. Полёты осуществлялись на, по меньшей мере, двух бипланах с 1946 года. Это привело к созданию самого крупного евразийского архива аэрофотоснимков, сделанных специально для археологических целей. Кроме того, топографы составили карту древних ирригационных систем всего региона.
Научные достижения академика Толстова нашли своё отражение в шестнадцати томах его работ и восьми выпусках материалов экспедиции, нескольких монографиях и научных сборниках. Кроме того, была издана фундаментальная монография «Древний Хорезм» — основополагающий труд по изучению истории Средней и Центральной Азии.
Толстов оставался директором хорезмской экспедиции до его смерти в декабре 1976 года; его сменили Александр Владимирович Виноградов и М. А. Итина. Экспедиция базировалась в Институте этнографии и антропологии (после переименования Институт этнологии и антропологии РАН) Академии наук СССР, где Толстов трудился и был также директором в 1942—1965 годах.

## Участники экспедиции
Для своей экспедиции до Великой Отечественной войны С. П. Толстов собрал команду из действующих и бывших студентов археологического факультета Московского государственного университета, где учился и сам Толстов. Среди них можно вспомнить А. И. Тереножкина (специалист по Сако-скифскому периоду), М. А. Орлова (архитектор) и Я. Г. Гулямова (узбекский археолог из Ташкента). После войны он привлёк кроме прочих Н. М. Вактурскую (специалист по керамике), Ю. А. Рапопорта (специалист по верованиям и религии), О. Вишневскую, М. А. Итину (специалисты по Бронзовому и Железному векам), А. Е. Неразик (специалист по селениям раннего Средневековья), Л. М. Левину, Б. И. Вайнберг (нумизмат), А. В. Виноградова (специалист по палеолиту) и Б. А. Андриянова (специалист по древней ирригации и пионер в использовании аэрофотосъёмки).

## Некоторые открытия экспедиции
Среди наиболее значимых исторических находок Хорезмской экспедиции можно выделить открытие в 1939 году неолитических стоянок кельтеминарской культуры. Также в 1948 году С. П. Толстовым была выделена тазабагьябская культура. Участники экспедиции открыли почти тысячу археологических мест, среди которых несколько десятков видных археологических памятников, в том числе создавшая первую хорезмскую государственность куюсайская культура с древнейшими хорезмскими столицами Кюзелигыр и Калалыгыр, сако-массагетские памятники VII-V веков до н.э. Уйгарак и Тагискен и уникальное городище площадью более 120 га Топрак-кала, которое, как считается, было древней хорезмской столицей в эпоху античности.

## Научное влияние
Хорезмская экспедиция на годы вперёд обозначила направление развития туркменской и узбекской историографии. Её открытия изменили прежние представления об истории этого края.
Экспедиции Толстова позволили значительно продвинуть археологическую науку в СССР, а он сам фактически организовал Институт этнографии — теперь Институт этнологии и антропологии имени Н. Н. Миклухо-Маклая РАН.
Учёными Хорезмской экспедиции было глубоко изучено прошлое узбеков, туркмен, казахов и каракалпаков, проживавших в низовьях Амударьи, Сырдарьи и в Зеравшанской долине. Они создали многотомные труды, сборники, монографии, брошюры, в том числе такие выдающиеся монографии, как «Древний Хорезм», «По следам Хорезмской цивилизации», «По древним дельтам Окса и Яксарта», более 400 больших и малых книг и брошюр, научные и научно-популярные статьи С. П. Толстова, многие из которых были переведены на разные языки мира.

## Культурная среда экспедиции
С. Толстов был очень лояльным руководителем. Приглашал в экспедицию людей обоих полов самых разных национальностей. Многие ездили в Хорезм добровольцами, чтобы провести время с пользой и интересом. Большое сообщество молодых увлечённых людей создала вокруг себя уникальную атмосферу, которая содействовала не только плановой научной работе, но и творчеству. Поэтому Хорезмская экспедиция фактически была как научной организацией, так и культурным центром. Например, один из основных помощников С. Толстова Юрий Рапопорт вместе с известным поэтом Валентином Берестовым, который трудился в экспедиции долгие годы, стали авторами текстов примерно 40 знаменитых песен Хорезмской экспедиции, музыку для которых написал Рюрик Садоков.
Кроме того, В. Берестов оставил не только воспоминания об экспедиции, но и несколько художественных произведений, которые базируются на фундаменте работы в Хорезме.
При экспедиции также работали несколько художников и фотохудожников, которые создали множество пейзажей окружающих горизонтов и зарисовок памятников, которые исследовались членами экспедиции. Среди них особенно выделяется Игорь Савицкий — известный художник и этнограф. Также при экспедиции трудился родной брат Сергея Толстова художник Николай Толстов.
Молодёжь и в 70-80-х годах с удовольствием ездила в Хорезмскую экспедицию волонтёрами. Тут были не только интересная работа, но и выдающиеся талантливые личности, здесь ставились художественные спектакли, стали друзьями люди из разных городов, разных национальностей и профессий (среди волонтёров было, например, немало архитекторов, биологов и математиков).

## Память
В 2006 году в Государственном музее Востока в Москве действовала выставка «История одной экспедиции», посвящённая Хорезмской экспедиции. В апреле-сентябре 2025 года выставка «Не слитно, не раздельно», посвящённая осмыслению экспедиции (в контексте связи археологии и модернизма), прошла в ГЭС-2.